# Tamara Nyikolajevna Rilova
Tamara Nyikolajevna Rilova, oroszul: Тамара Николаевна Рылова (Vologda, 1931. október 1. – 2021. február 1.) olimpiai bronzérmes szovjet-orosz gyorskorcsolyázó.

## Pályafutása
Az 1960-as Squaw Valley-i téli olimpián három versenyszámban indult. 500 méteren a negyedik, 1000 méteren a harmadik, 3000 méteren a kilencedik helyen végzett. 1955 és 1964 között a világbajnokságokon egy arany, négy ezüst- és két bronzérmet szerzett.

## Sikerei, díjai
- Olimpiai játékok
  - bronzérmes: 1960, Squaw Valley – 1000 m
- Világbajnokság – összetett
  - aranyérmes: 1959
  - ezüstérmes (4): 1955, 1957, 1958, 1960
  - bronzérmes (2): 1956, 1964